# Armoriale delle famiglie italiane (Vie-Vy)
Questo è l'armoriale delle famiglie italiane il cui cognome inizia con le lettere che vanno da Vie a Vy.

## Armi

### Vie
| Stemma | Casato e blasonatura |
| ------ | --- |
|        | Vieri (Firenze) D'azzurro, allo scaglione d'argento accompagnto da tre rose d'oro, 2.1 (citato in ASFI) |
|        | Vieri (Firenze) Partito di... e di..., a due spade basse poste in palo dell'uno nell'altro alias Partito di... e di..., a due spade alte poste in palo dell'uno nell'altro (citato in ASFI) |
|        | Vieri (Siena) Di rosso, alla banda di nero caricata di tre spade d'oro poste nel senso della pezza alias Di rosso, alla banda di nero caricata di tre crocette patenti e pieficcate d'oro poste nel senso della pezza alias Di rosso, alla banda di nero caricata di tre spade d'oro poste nel senso della pezza, con un giglio d'oro posto nel capo alias Di rosso, alla banda di nero caricata di tre crocette patenti e pieficcate d'oro poste nel senso della pezza, con un giglio d'oro posto nel capo (citato in ASFI) |
|        | Vieto o Vietti (Bra) Troncato, al 1° d'azzurro, al cotogno d'oro, fogliato di verde, al 2° fasciato d'oro e di rosso alias Uno scudo fasciato d'oro e di rosso di sei pezze col capo di azzurro caricato di un albero di cotogno sradicato d'oro fogliato di verde, fruttato d'oro Motto: In virus virtus (citato in (13)) |
|        | Vieto o Vieta o Vietta (Carmagnola) Di rosso, allo scaglione accompagnato da tre rose e in punta da un monte, il tutto d'oro, il monte da un capriolo al naturale, ascendente (citato in (13)) |

### Vig
| Stemma | Casato e blasonatura |
| ------ | --- |
|        | Viganotti Giusti (Brescia) testa di uomo giovane di profilo al naturale su troncato di azzurro e di oro - 3 stelle (5 raggi) di argento poste in fascia in alto sull'azzurro (citato in LEOM) |
|        | Vigevi (Messina) d'argento, al leone di rosso tenente con la zampa destra un giglio d'oro (citato in Mango) |
|        | Vigliarolo (Catanzaro) D'azzurro a 13 bisanti di rosso ordinati 3, 3, 3, 3, 1 (citato in BLCL) |
|        | Vigliega (Firenze) Partito: nel 1° inquartato di... e di..., alla crocetta di... nel primo e nel quarto e al giglio di... nel secondo e nel terzo, con l'agnello pasquale passante, attraversante in cuore; nel 2° troncato in scaglione di... e di..., a due leoni affrontati di... nel primo e al giglio di... nel secondo (citato in ASFI) |
|        | Vigliena (Molise) (la blasonatura non è stata ancora caricata) (citato in DAlena) |
|        | Viglietti (Torino, Bagnolo)Titolo: conti d'azzurro, al cervo ferito nel fianco da una freccia in sbarra e passante sulla pianura erbosa, il tutto al naturale, accompagnato da tre stelle d'oro in capo 2, 1 (citato in GUCA – pag. 128) D'azzurro, al cervo al naturale, fermo nella pianura erbosa di verde, e trafitto nel ventre da una freccia d'argento, posta in sbarra, e accompagnato in capo da tre stelle d'argento, male ordinate (citato in (13)) cervo al naturale fermo su terrazzo di verde uscente dalla punta trafitto nel ventre da una freccia di argento posta in sbarra su azzurro - 3 stelle (5 raggi) di argento poste 1,2 in alto su azzurro (citato in LEOM) |
|        | Viglino o Viglina (Mondovì) D'oro, a due fasce di nero Motto: Sine me nihil est (citato in (13)) |
|        | Viglione o Vigliono o Viglioni o Viglieno (Andorno) D'argento, a quattro fasce di verde Motto: Vigilantia tuta (citato in (13)) |
|        | Vigliotti (Mondovì) Titolo: consignori di Battifollo Troncato di verde e di rosso, alla banda d'argento attraversante Motto: E nitida simplicitate (citato in (13)) |
|        | Vigna D'azzurro, alla banda d'argento, carica di un'altra banda di rosso, questa carica di tre stelle d'argento (citato in (13)) |
|        | Vignai (Pisa) D'azzurro, al monte di tre cime di verde, sormontato da uno scudetto rotondo dell'Impero (citato in ASFI) |
|        | Vignales (Sicilia) D'azzurro, con una pianta di vite d'oro (citato in (17)) (Cenno storico in Famiglie nobili di Sicilia (archiviato dall'url originale il 5 marzo 2016).) |
|        | Vignaleschi (Prato) D'azzurro, alla croce patente scorciata d'oro (citato in ASFI) |
|        | Vignali (Firenze) Troncato di rosso e d'oro, al grappolo d'uva attraversante al naturale, picciolato e pampinato di un pezzo dello stesso (citato in ASFI) |
|        | Vignati (Lodi, Torino) Titolo: conti de La Cassa; signori di San Gillio Di rosso, a due fasce d'oro, con il capo del secondo, carico di un leone del primo, nascente alias Di rosso, a due fasce d'oro, con il capo del secondo, carico di un leone del primo, nascente, accostato da due tralci di vite, al naturale (citato in (13)) |
|        | Vigni (Volterra) Di..., alla banda di..., e al monte di sei cime attraversante di... sostenuto dalla campagna di... e sormontato da una bilancia di... (citato in ASFI) |
|        | Vignoales o Vignuales (Palermo) d'azzurro, alla pianta di vite d'oro (citato in Mango) |
|        | Vignola (Chieri, Villarbasse) Titolo: consignori di Cantogno, Ceresole, Chieri, Santena, Villarbasse Di rosso, al capo d'argento, carico di tre merli al naturale, beccati e membrati d'oro, ordinati in fascia Motto: C'est mon vouloir (citato in (13)) |
|        | Vignola (Padova, San Zenone degli Ezzelini) leone rampante di oro su azzurro (citato in LEOM) |
|        | Vignoli (Pistoia) Troncato d'argento e di rosso, alla fascia-palo d'azzurro passata sulla partizione e accompagnata nel primo da tre stelle a otto punte del secondo ordinate in capo alias Troncato d'argento e di rosso, alla fascia-palo d'azzurro passata sulla partizione e accompagnata nel primo da tre stelle a otto punte d'oro, 1.2 (citato in ASFI) |
|        | Vignoli o Vignolo (Ovada) Di rosso, alla banda scaccata di tre file d'oro e d'argento, sostenente un tralcio di vite, fruttato al naturale (citato in (22)) |
|        | Vignolo o Vignuolo (Palermo) diviso: nel primo d'azzurro, a tre torri d'oro; nel secondo di rosso, al braccio armato impugnante un ramo di vite di verde, movente dal fianco destro dello scudo (citato in Mango e in (17)) (Cenno storico in Famiglie nobili di Sicilia (archiviato dall'url originale il 5 marzo 2016).) |
|        | Vignon (Grenoble, Torino) Titolo: marchesi di Bonavalle; conti di Vignolo e Cervasca; consignori di Cavallerleone Di rosso, alla gru bicipite, d'argento, beccata e membrata di nero, coronata d'oro nelle due teste (citato in (13)) |
|        | Vigo (Catania, Genova) Titolo: nobile dei Signori di Gallidoro d'azzurro al leone d'oro affrontato ad una quercia, con un tralcio di vite intorno al tronco, sul terreno erboso, il tutto al naturale (citato in (14), in Mango e in (17)) albero di quercia accollata da una vite entrambi nodriti su terrazzo di verde uscente dalla punta tutto al naturale su azzurro - leone rampante verso il tronco a destra di oro posto sul terrazzo su azzurro (citato in LEOM) (Cenno storico in Famiglie nobili di Sicilia (archiviato dall'url originale il 5 marzo 2016).) |
|        | Vigone (Carmagnola) Titolo: conti di Stroppiana D'oro, al decusse di rosso, con il capo d'azzurro, a tre stelle d'argento, poste in fascia (citato in (13)) |
|        | Vigoni (Milano) aquila di nero coronata di oro su oro - lettera V maiuscola romana di nero su inquartato di rosso e di argento (citato in LEOM) (la blasonatura non è stata ancora caricata) (Immagine nella Raccolta stemmi Topoguz.) |
|        | Vigoni (Milano) aquila di nero coronata di oro su oro - spada di argento guarnita di oro posta in palo punta al basso su - lettera V maiuscola romana di nero su inquartato di rosso e di argento (citato in LEOM) |
|        | Vigoni (Milano) lettera V maiuscola romana di nero su inquartato di rosso e di argento sormontata da - una spada di argento guarnita di oro posta in palo punta in alto - capo d'Impero (citato in LEOM) |
|        | Vigonzono (la blasonatura non è stata ancora caricata) (citato in DAlena) |
|        | Vigorosi (Firenze) Di..., al capro saliente di..., e alla bordura di... caricata di sei rose di..., 3.2.1 (citato in ASFI) (DE) Innerhalb 1 Schildbords, dieses belegt mit 6 Rosen, 1 Widder (citato in KHIF) |

### Vil
| Stemma | Casato e blasonatura |
| ------ | --- |
|        | Vilanis Vaglianis (la blasonatura non è stata ancora caricata) (citato in DAlena) |
|        | Villa inquartato: nel 1º e 4º partito di porpora, al puledro rivoltato e spaventato d'argento, e di rosso, a due fasce scagliose d'argento; nel 2º e 3º d'azzurro, al leone d'oro, lampassato di rosso. Sopra il tutto lo scudetto di rosso, alla croce d'argento (citato in MONT – pag. 161)(citato inNBSD |
|        | Villa (Ferrara, Torino) Titolo: marchesi di Chiusano, Cigliano, Gassino, Moncrivello, Prazzo, Serravalle, Sessant, Settimo Torinese, Villadeati, Volpiano; conti di Lignana, Montà; signori di Camerano, Casasco; consignori di Monale, Valdichiesa Inquartato, al 1º e 4º partito, di rosso, al puledro d'argento, spaventato e rivoltato, e di rosso, a due fasce d'argento, squamose del campo; al 2º e 3º d'azzurro, al leone d'oro; sul tutto, di Savoia alias Inquartato, al 1º di rosso, al puledro d'argento, spaventato e rivoltato; al 2º e 3º di rosso, a due fasce d'argento, squamose del campo, al 4º di nero, al leone d'argento; e sul tutto, di Savoia alias Di rosso, a due fasce d'argento, squamose del campo alias (la blasonatura non è stata ancora caricata) Motto: Ardet avita virtus - Ardet excita virtus (citato in (13))                   |
|        | Villa (Chieri) Titolo: marchesi di Bussoleno; conti di Villastellone; signori di Bardassano, Cinzano, Lessolo, Tondonito; consignori di Cantogno, Castel Borello, Castellamonte, Conzano, Corveglia, Olivola, S. Martino al Tanaro, S. Secondo, Santena, Villarfocchiardo Bandato d'oro e di rosso, con il capo d'azzurro carico di tre stelle (a otto raggi) d'oro, ordinate in fascia (Immagine nella Raccolta stemmi Trippini (JPG).) (citato in (13)) Motto: Droit et avant |
|        | Villa o De Villa (Mondonio, Calliano, Chivasso) Titolo: consignori di Castelletto Merli Sbarrato d'azzurro e d'oro, le sbarre d'azzurro cariche di una stella (6), d'argento, ordinate in banda, con il capo di rosso, cucito, carico di una crocetta scorciate, d'oro Motto: Droit et avant (citato in (13)) |
|        | Villa (Chieri, Valfenera, Torino, New York) Titolo: conti con il predicato di Villarampari Sbarrato d'azzurro e d'oro, le sbarre d'azzurro cariche di una stella (6), d'argento, ordinate in banda, con il capo di rosso, cucito, carico di una crocetta scorciate, d'oro Motto: Droit et avant (citato in (13)) |
|        | Villa (Torino) Titolo: conti di Montpascal Bandato d'oro e di rosso, con il capo d'azzurro carico di tre stelle d'oro, ordinate in fascia (citato in (13)) bandato di oro e di rosso - 3 stelle (5 raggi) di oro poste in fascia su azzurro in capo (citato in LEOM) Motto: Droit et avant |
|        | Villa (Sicilia) Partito: nel 1° d'oro, con un albero di pegno al naturale, accompagnato da due cavalli corrente di nero; nel 2° d'azzurro, con una torre merlata d'oro aperta e finestrata del campo (citato in (17)) (Cenno storico in Famiglie nobili di Sicilia (archiviato dall'url originale il 5 marzo 2016).) |
|        | Villa (Sezze) (la blasonatura non è stata ancora caricata) |
|        | Villa (Piacenza) torre di argento su - albero sradicato di verde visibile dalla porta su rosso (citato in LEOM) |
|        | Villa (Piacenza) scudetto di Savoja su - cavallo rampante rivolto di argento su rosso - 2 fasce squamate di rosso e di argento su rosso - leone rampante di oro su azzurro (citato in LEOM) |
|        | Villa (Torino, Villanova d'Asti, New York (USA)) sbarrato di azzurro e di oro - l'azzurro caricato di 3 stelle (6 raggi) di argento poste in banda - crocetta di oro su rosso in capo (citato in LEOM) |
|        | Villa (Cesena) (la blasonatura non è stata ancora caricata) (citato in BLCW) Immagine in Blasone Cesenate. |
|        | Villa Santa (Cagliari) D'azzurro alla torre merlata alla guelfa, aperta e finestrata di nero, al guerriero uscente dalla sommità, con le mani, la destra nell'atto del lancio di pani, l'uno in mano, quattro (due e due) ai fianchi della torre, la sinistra impugnante una lancia (citato in DAlena) |
|        | Villabruna (Feltre) scaglione di argento su scudetto di rosso su - stella (8 raggi) di oro su azzurro - torre di pietra al naturale merlata di 3 pezzi alla ghibellina su oro (citato in LEOM) |
|        | Villabruna (Feltre) stella (8 raggi) di oro su azzurro (citato in LEOM) |
|        | Villadicane o Villadicani (Messina) Titolo: barone di Lando Pirago, Cartolarne; marchese di Condagusta; principe di Mola d'oro, alla sbarra inchiavata d'argento e di nero di otto pezzi (citato in Mango e in (17)) sbarra inchiavata di argento e di nero di 8 pezzi su oro (citato in LEOM) Corona e mantello di principe (Cenno storico in Famiglie nobili di Sicilia (archiviato dall'url originale il 5 marzo 2016).) |
|        | Villafranca Soissons (Torino, Merano) Titolo: conti Partito, al 1° d'oro, all'aquila di nero, al 2° d'azzurro, a tre gigli d'oro, con il bastone di rosso, scorciato, posto in banda e in abisso (citato in (13)) aquila di nero su oro - banda scorciata e ristretta di rosso (bastone) accompagnata da - 3 gigli di oro posti 2,1 tutto su azzurro (citato in LEOM) |
|        | Villamarino (Napoletano) (la blasonatura non è stata ancora caricata) (d'argento, a tre pali di rosso) (citato in (16)) |
|        | Viliani (Pisa) D'oro, a due pali di rosso, e al capo cucito d'argento (citato in ASFI) |
|        | Villani (Pistoia, Firenze, Prato) Di rosso, a tre rocchi di scacchiere d'oro, 2.1; e al capo del secondo (citato in ASFI) alias Troncato d'oro e di rosso, a tre rocchi di scacchiere del primo nel secondo (citato in ASFI) alias Troncato d'oro e di rosso, a tre rocchi di scacchiere del primo nel secondo; con il capo di Santo Stefano (citato in ASFI) |
|        | Villani (Pistoia) (DE) Gold-rot geteilt: Unten 3 silberne Schachroche, 2:1 gestellt (citato in KHIF) |
|        | Villani (Prato, Firenze) D'argento, alla testa di leone strappata di rosso, e al capo d'Angiò (citato in ASFI) |
|        | Villani (Compiano) (la blasonatura non è stata ancora caricata) (citato in DAlena) |
|        | Villani (Biella) Titolo: consignori di Balangero, Candelo, Castellengo, Robassomero Troncato d'oro e di azzurro, al bastone di verde, noderoso e scorciato, posto in banda Motto: Nobilitas sola est atque unica virtus (citato in (13)) |
|        | Villani (Carmagnola) Troncato, d'oro, a cinque bande di rosso, e d'argento (citato in (13)) |
|        | Villani (Napoletano) Titolo: barone di Ajello, Saragnano, Baronissi, Lanzara, Torello, Campomanfoli, Battiferano, Castronuovo, Baselice, Starza, Pizzone, Baccari; marchese di Polla, Vallo di Diano, Gricignano; duca di Roscigno, Sacco troncato d'argento e d'azzurro (arma antica) (citato in (16)) alias troncato, nel 1° d'argento alla testa di leone d'azzurro, nel 2° d'azzurro alla branca di leone d'argento (citato in (16)) alias troncato, nel 1° d'argento alla testa di leone d'azzurro, nel 2° d'azzurro alla branca di leone d'argento, con la fascia d'oro sulla partizione (citato in (16)) alias d'azzurro alla quercia sradicata di verde con la banda di rosso attraversante; al capo d'oro, con il monte di sei vette di verde cimato da una croce di rosso (citato in (16)) Motto: Vilain sans reproche Notizie storiche in Nobili napoletani. |
|        | Villani (Toscana) (DE) In Gold 1 schwebender blauer Sechsberg, oben besetzt mit 1 roten Hochkreuz (citato in KHIF) |
|        | Villani (Milano, Castellone) castello (3 torri) merlato alla ghibellina di 2 pezzi per torre su monticello di 3 vette di verde uscente dalla troncatura su azzurro - crivello (setaccio) di oro su inquartato di rosso e di argento - capo d'Impero (citato in LEOM) |
|        | Villani (Milano, Castellone) 3 fasce di argento su rosso - leone rampante al naturale sostenente con la destra un castello di argento su azzurro in capo (citato in LEOM) di rosso, a tre fasce d'argento; con il capo d'azzurro, ad un leone al naturale tenente un castello d'argento (citato in BLCR) Immagine in Blasonario Cremonese (archiviato dall'url originale il 7 aprile 2014). |
|        | Villani (Firenze) 3 rocchi di scacchiere di oro posti 2,1 su rosso - oro pieno in capo (citato in LEOM) |
|        | Villani (Reggio Emilia, Albinea, Bergamo, Bologna) fascia convessa di rosso su troncato covesso di argento e di verde - aquila bicipite nascente dalla fascia di nero coronata di oro sormontata da - 3 stelle (8 raggi) dello stesso poste 1,2 sull'argento - aratro al naturale posto in fascia visto dall'alto sul verde (citato in LEOM) |
|        | Villani (Cesena) (la blasonatura non è stata ancora caricata) (citato in BLCW) Immagine in Blasone Cesenate. |
|        | Villani di Montecroce (Prato, Firenze) D'oro, al monte di sei cime d'azzurro, cimato da una croce latina di rosso (citato in ASFI) |
|        | Villani Stoldi (Firenze, Prato) D'oro, al grifone di nero (citato in ASFI) alias D'oro, al grifone di nero, con la bordura spinata dello stesso (citato in ASFI) alias D'oro, al grifone di nero accollato da un lambello a tre o quattro pendenti di rosso, e alla bordura spinata dello stesso (citato in ASFI) (DE) Innerhalb 1 roten Spickelschildbords in Gold 1 rotgezungter schwarzer Drache, überdeckt von 1 dreilätzigen roten Turnierkragen (citato in KHIF) |
|        | Villanis e Villanis Zani (Delfinato, Torino) Titolo: conti Troncato d'oro e di azzurro, al bastone di verde, noderoso, posto in banda Motto: Sola nobilitas virtus (citato in (13)) |
|        | Villano o Villani (Molise) Spaccato: nel 1° d'azzurro alla branca di leone d'argento; nel 2° d'argento alla testa di leone d'azzurro alias Spaccato nel 1° d'argento ad una testa e collo di leone d'azzurro; nel 2° d'azzurro ad una branca di leone d'argento posta in fascia, colle unghie a destra (citato in DAlena) |
|        | Villano (Napoli, Roma, Cava) Titolo: nobile, marchese della Polla, barone di Battiferano, patrizio napoletano Troncato: 1° d'azzurro alla branca di leone di argento, 2° d'argento alla testa di leone d'azzurro (citato in (14) e in Mango) |
|        | Villano (Roma) zampa di leone di argento posta in palo sull'azzurro del - troncato di azzurro e di argento - testa di leone di profilo di azzurro sull'argento (citato in LEOM) |
|        | Villanova (Sicilia) Titolo: barone di Mazzarino, Grassuliato d'azzurro, al castello di verde, fiancheggiato da due cipressi dello stesso (citato in Mango) alias d'argento, con un castello di verde accostato da due cipressi al naturale (citato in (17)) Corona di barone (Cenno storico in Famiglie nobili di Sicilia (archiviato dall'url originale il 5 marzo 2016).) |
|        | Villanuova (Firenze) Di rosso cancellato d'oro, ogni rombo caricato di un bisante del secondo (citato in ASFI) |
|        | Villanuzzi (Firenze) D'azzurro, a tre pere picciolate e fogliate di due pezzi al naturale, 2.1 (citato in ASFI) (DE) In Blau 3 grünbeblätterte goldene Birnen, 2:1 gestellt (citato in KHIF) |
|        | Villar o Villars o Villaris (Nizzardo) Titolo: consignori di Toetto Scarena D'argento, al castello merlato di quattro pezzi, di rosso, sormontato da tre stelle, di rosso, ordinate in fascia Motto: Virtute altior (citato in (13)) |
|        | Villaraut o Villaragut (Salemi) Titolo: barone di Prizzi, Palazzo Adriano, Calamonaci, Beiteli, S. Biagio, Mandolia, Gialdoneri fasciato d'argento e di rosso, di otto pezzi (citato in Mango e in (17)) fasciato di argento e di rosso (8 pezzi) (citato in LEOM) Corona di barone (Cenno storico in Famiglie nobili di Sicilia (archiviato dall'url originale il 5 marzo 2016).) Ulteriore ragguaglio storico in Famiglie nobili di Sicilia (archiviato dall'url originale il 26 dicembre 2017). |
|        | Villaragut (Salemi) fasciato di azzurro e di rosso (8 pezzi) (citato in LEOM) |
|        | Villaruel o Villaroel (Catania, Palermo, Spagna) Titolo: barone di San Calogero d'azzurro a tredici bisanti d'argento, ordinati tre a uno (citato in (14)) d'azzurro, a tredici bisanti d'argento, posti 3, 3, 3, 3, 1 (citato in Mango e in (17)) 13 palle di argento poste in quadrupla fascia più una in basso (3,3,3,3,1) su azzurro (citato in LEOM) (Cenno storico in Famiglie nobili di Sicilia (archiviato dall'url originale il 26 dicembre 2017).) |
|        | Villata Titolo: conti di Piana con Rivaira; consignori di Villata Troncato d'oro e di rosso, alla banda d'argento, accostata da due leoni, dell'uno nell'altro Motto: Fato fortior virtus (citato in (13)) |
|        | Villaut (Molise) (la blasonatura non è stata ancora caricata) (citato in DAlena) |
|        | Villaut (Rutigliano) d'azzurro, al castello torricellato di tre pezzi d'argento (citato in (21)) |

### Vim
| Stemma | Casato e blasonatura |
| ------ | --- |
|        | Vimercati o Vimercate Titolo: signori di Sale e Castelnovetto Di rosso, al castello d'argento, torricellato di tre pezzi, aperto del campo alias Di rosso, al castello d'argento, munito di due garitte, aperto del campo, con il capo d'oro, carico di un'aquila coronata, di nero alias D'argento, a tre fasce di nero, doppiomerlate, ciascuna carica di tredici trifogli, d'oro alias Bandato di rosso e d'oro, con il capo d'azzurro, carico di due stelle (8), d'oro (citato in (13)) |
|        | Vimercati (Roma) (la blasonatura non è stata ancora caricata) (Immagine nell' Archivio Storico Capitolino (PDF) (archiviato dall'url originale il 4 marzo 2016).) |
|        | Vimercati (Milano) bandato di rosso e di oro - 2 stelle (8 raggi) poste in fascia di oro su azzurro in capo (citato in LEOM) |
|        | Vimercati (Crema, Lodi) bandato di rosso e di oro - 2 stelle (6 raggi) poste in fascia di oro su azzurro in capo (citato in LEOM) |
|        | Vimercati (Firenze) bandato di oro e di rosso - 2 stelle (6 raggi) poste in fascia di oro su azzurro in capo (citato in LEOM) |
|        | Vimercati (Milano) castello di argento a 3 torri merlato alla ghibellina aperto e finestrato del campo su rosso (citato in LEOM) |
|        | Vimercati Sanseverino (Navacchio, Vaiano Cremasco) bandato di rosso e di oro con il capo di azzurro caricato di 2 stelle (8 raggi) di oro poste in fascia (nel 1° e 4° quarto) - fascia di rosso su argento con bordura di azzurro caricata di 8 rose di oro (nel 2° e 3° quarto) (citato in LEOM) |
|        | Vimercati Sanseverino (Crema, Roma) bandato di rosso e di oro - capo di azzurro caricato di 2 stelle (8 raggi) di oro poste in fascia (sulla prima partizione) - fascia di rosso su argento con bordura di azzurro caricata di 8 rose di oro (seconda partizione) (citato in LEOM) |
|        | Vimercati Sozzi (Bergamo, Milano) aquila bicipite di nero coronata su ambo le teste di oro su oro - castello partito di rosso e di argento a 2 torri entrambe cimate da 2 galli affrontati dello stesso colore della torre su partito di argento e di rosso - albero cipresso di verde sulla partizione il tronco uscente dalla porta aperta (citato in LEOM) |
|        | Vimercati Sozzi (Bergamo, Milano) aquila bicipite di nero coronata su ambo le teste di oro su oro - castello partito di rosso e di argento a 2 torri entrambe cimate da 2 galli affrontati dello stesso colore della torre su terrazzo di verde uscente dalla punta su partito di argento e di rosso - albero cipresso di verde sulla partizione il tronco uscente dalla porta aperta (citato in LEOM)                                                                                      |
|        | Vimercati Sozzi (Bergamo, Milano) aquila bicipite di nero coronata su ambo le teste di oro su oro - castello partito di argento e di rosso a 2 torri entrambe cimate da 2 galli affrontati dello stesso colore della torre su partito di rosso e di argento - albero cipresso di verde sulla partizione il tronco uscente dalla porta aperta (citato in LEOM) |
|        | Vimercati Sozzi (Bergamo, Milano) 3 bande di oro su rosso - 2 stelle (8 raggi) di oro poste in fascia su azzurro in capo (citato in LEOM) |

### Vin
| Stemma | Casato e blasonatura |
| ------ | --- |
|        | Vinaccesi (Prato, Firenze) D'oro, al leone di nero, e alla banda attraversante del campo bordata di rosso e caricata di un filetto ondato di verde (citato in ASFI) |
|        | Vinari (Pisa) D'oro, al piede umano d'argento accostato da due foglie (pampini) di verde (citato in ASFI) |
|        | Vinattieri (Firenze) D'argento, a due leoni affrontati di rosso, accompagnati in capo da una rosa dello stesso alias D'azzurro, al destrocherio di carnagione, vestito d'argento, tenente un acquamanile dello stesso, nell'atto di versare l'acqua su una fiamma di rosso movente dalla punta; il tutto accompagnato in capo da un sole d'oro (citato in ASFI) |
|        | Vincemalis (la blasonatura non è stata ancora caricata) (citato in DAlena) |
|        | Vincenti (Sabina) Titolo: Patrizi della Sabina troncato da uno scaglione rovesciato di rosso carico di cinque stelle (6) d'oro; il 1° d'argento alla fiamma di rosso; il 2° d'azzurro al rettangolo d'argento ripieno di rosso (citato in GUCA – pag. 474) |
|        | Vincenti (Siena) D'azzurro, alla scala di quattro pioli d'oro (citato in ASFI) |
|        | Vincenti (Pisa, Livorno) D'azzurro, allo scudetto d'oro in cuore, caricato di un leone di nero, e accompagnato da sei stelle a sei punte d'oro, tre in fascia al di sopra e tre in fascia al di sotto dello scudetto stesso, e da tre crescenti montanti d'argento, due ai lati dello scudetto, e uno in punta alias D'azzurro, allo scudetto d'oro in cuore, caricato di un leone di nero, e accompagnato da sei stelle a cinque punte d'oro, tre in fascia al di sopra e tre in fascia al di sotto dello scudetto stesso, e da tre crescenti montanti d'argento, due ai lati dello scudetto, e uno in punta (citato in ASFI) |
|        | Vincenti (Lucca) Di rosso, alla bara (?) d'oro crociata e guarnita d'oro; con il capo appuntato d'argento caricato di una fiamma di rosso e sostenuto dallo scaglione riverso d'oro caricato di cinque stelle di verde; il tutto racchiuso entro la cinta d'azzurro (citato in ASFI) |
|        | Vincenti o Vicenzo (Vigone) D'azzurro, alla croce d'oro, ripiena di rosso, accantonata in capo da due stelle, d'oro Motto: Laus Deo (citato in (13)) |
|        | Vincenti Titolo: baroni di Arlod D'argento, al braccio armato, al naturale, tenente una mazza d'armi, d'azzurro, con la banda di porpora, attraversante (citato in (13)) |
|        | Vincenti (Pisa) leone rampante di nero su scudetto di oro su azzurro accompagnato da - 6 stelle (6 raggi) di oro poste in doppia fascia e da - 3 lune montanti di argento poste 2 ai lati dello scudetto e una in punta (citato in LEOM) |
|        | Vincenti (Toscana) lucertola di verde posta nel senso della pezza su banda di argento su azzurro - 3 stelle (5 raggi) di oro poste 2 in alto in fascia e una in basso a sinistra su azzurro (citato in LEOM) |
|        | Vincenti (Santa Reparata di Corsica (Corsica)) 5 stelle (8 raggi) di verde poste su scaglione capovolto di oro su rosso - fiamma di rosso in alto su rosso - bara di oro crociata di nero posta in fascia in basso - bordura composta di rosso di azzurro (citato in LEOM) |
|        | Vincenti Mareri (Roma) (la blasonatura non è stata ancora caricata) (Immagine nell' Archivio Storico Capitolino (PDF) (archiviato dall'url originale il 26 febbraio 2017).) |
|        | Vincenti Mareri (Rieti)) 5 stelle (6 raggi) di oro poste su scaglione rovesciato di rosso su troncato in scaglione rovesciato di argento e di azzurro - fiamma di rosso sull'argento - rettangolo di rosso bordato di argento posto in fascia sull'azzurro - troncato cuneato di rosso e di argento di 3 punte sul rosso - 3 rose di argento bottonate di oro poste in fascia sul rosso (citato in LEOM) |
|        | Vincentini (Roma) (la blasonatura non è stata ancora caricata) (Immagine nell' Archivio Storico Capitolino (PDF) (archiviato dall'url originale il 4 marzo 2016).) |
|        | Vincentini (Rieti, Roma, Montenero in Sabina) 5 stelle (6 raggi) di oro su scaglione rovesciato di rosso su troncato in scaglione rovesciato di argento e di azzurro - fiamma di rosso sull'argento - mare al naturale uscente dalla punta sull'azzurro (citato in LEOM) |
|        | Vincenzi o De Vincenti (Ferrara) Titolo: conti di Vinadio; consignori di Aisone In campo d'argento spaccato pure d'argento un leone nero nascente, con tre sbarre rosse ondate a onde grosse e nere (citato in (13)) |
|        | Vincenzo o De Vincenzo (Trapani) Titolo: barone di Arcodaci, Casalmagno d'oro, al monte di tre cime di rosso, movente da un terreno di verde (citato in Mango) d'oro, con un monte di tré cime di rosso, piantato in una campagna di verde (citato in (17)) (Cenno storico in Famiglie nobili di Sicilia (archiviato dall'url originale il 30 dicembre 2016).) |
|        | Vinci (Firenze) Di nero, al palo d'oro accostato da due stelle dello stesso (citato in ASFI) |
|        | Vinci (Toscana) (DE) In Schwarz 1 goldener Schräglinksbalken, beidseitig begleitet von je 1 achtstrahligen silbernen Stern (citato in KHIF) |
|        | Vinci (Trapani, Messina) Titolo: barone di Moschitta d'azzurro alla fascia rossa sostenente un leone d'oro, con la testa rivolta, tenente nella bocca una spada d'argento, accompagnata in capo da tre stelle in fascia ed in punta da un sole, il tutto d'oro (citato in (14)) d'azzurro, alla fascia cucita di rosso, sostenente un leone leopardito d'oro, la testa rivolta, tenente con la bocca una spada d'argento, guarnita d'oro sormontata da tre stelle ordinate in fascia e l'ombra di sole movente dalla punta dello scudo; il tutto dello stesso (citato in Mango e in (17)) fascia di rosso su azzurro - leone passante testa rivolta di oro afferrante con la bocca una spada al naturale posta in sbarra punta in alto sormontato da - 3 stelle (5 raggi) di oro poste in fascia in alto su azzurro - sole raggiante di oro uscente dalla punta su azzurro (citato in LEOM) (Cenno storico in Famiglie nobili di Sicilia (archiviato dall'url originale il 5 marzo 2016).) Ulteriore ragguaglio storico in Famiglie nobili di Sicilia (archiviato dall'url originale il 5 marzo 2016). |
|        | Vinci (Nicotera, Motta, Roma) Titolo: nobili d'azzurro a due leoni affrontanti d'oro, quello di destra impugnante con la branca superiore sinistra una palma dello stesso posta in sbarra, quello di sinistra impugnante una spada d'argento posta in banda, sormontati da una stella (8 ?) d'oro (citato in (14)) 2 leoni controrampanti di oro tenenti nelle destre una spada di argento e una foglia di palma di oro su azzurro - stella (8 raggi) di oro su azzurro in alto (citato in LEOM) |
|        | Vinci Gigliucci (Fermo, Cupra Marittima, Firenze, Roma, Ginevra (Svizzera) albero di verde nodrito su monte a 5 cime uscente dalla punta dello stesso su troncato di azzurro e di argento - 3 stelle (8 raggi) di oro poste in fascia in alto sull'azzurro (citato in LEOM) |
|        | Vinci Gigliucci (Fermo, Cupra Marittima, Firenze, Roma, Ginevra (Svizzera) albero nodrito su monte a 3 cime tutto di verde su argento - 3 stelle (8 raggi) di oro poste in fascia su azzurro in capo (della prima partizione) - giglio di giardino al naturale fiorito di 3 pezzi di argento nodrito su monte a 3 cime di oro su azzurro (citato in LEOM) |
|        | Vinci Gigliucci (Fermo, Cupra Marittima, Firenze, Roma, Ginevra (Svizzera) albero nodrito su monte a 5 cime tutto di verde su argento - 3 stelle (6 raggi) di oro poste in fascia su azzurro in capo (della prima partizione) - giglio di giardino al naturale fiorito di 3 pezzi di argento nodrito su monte a 3 cime di oro su azzurro (citato in LEOM) |
|        | Vinea (Carignano, Torino) D'argento, a due tralci di vite al naturale, decussati, con il capo d'oro, cucito, carico di un'aquila coronata, di nero (citato in (13)) |
|        | Vinea (Mongrando) Troncato, al 1° d'oro, all'aquila coronata, di nero, al 2° d'argento, a un tralcio di vite al naturale, fruttato, decussato e ridecussato intorno a un bastone, scorciato, di nero Motto: Ad supera velox (citato in (13)) |
|        | Vini (Pistoia) Cinque punti d'oro equipollenti a quattro di verde, alla cometa del primo nel secondo nel punto del capo (citato in ASFI) |
|        | Vinta (Firenze) Di rosso, allo scaglione d'oro accompagnato da tre pine cadenti dello stesso, 2.1; e al capo cucito d'Angiò (citato in ASFI) |
|        | Vinta (Toscana) (DE) Blau-rot geteilt: Oben 1 vierlätziger roter Turnierkragen mit je 1 goldenen Lilie zwischen den Lätzen, unten 1 goldener Sparren, allseitig begleitet von je 1 goldgestielten goldenen Kiefernzapfen (citato in KHIF) |
|        | Vintani (Udine, Gemona del Friuli, Milano, Torino, Santa Maria la Longa) torre di pietra al naturale merlata di 3 pezzi alla guelfa su terrazzo di verde uscente dalla punta aperta e finestrata del campo su azzurro (citato in LEOM) |

### Vio
| Stemma | Casato e blasonatura |
| ------ | --- |
|        | Viola (Messina) d'azzurro, alla viola al naturale, gambuta e fogliata di verde (citato in Mango) |
|        | Viola (Venezia) Titolo: nobile, conte di Campalto 3 scaglioni di oro ristretti su nero (citato in LEOM) |
|        | Viole (Francia) di nero, a tre scaglioni brisati d'argento (citato in MONT – pag. 112) |
|        | Violetta (Cavaglià) Titolo: consignori di Viverone D'argento, a tre piante di mammola (violetta) al naturale, sormontate da una mezzaluna di rosso, montante Motto: Protexisti me Deus (citato in (13))                                                                              |
|        | Violi (Firenze) Di..., a tre fiori (viole), stelati e fogliati di..., nodriti in un vaso di...; il tutto accompagnato in punta da un monte di sei cime di... (citato in ASFI) |
|        | Violini (Brescia) 6 fiori viole di viola su argento poste in doppia fascia - 2 leoni controrampanti di argento su rosso (citato in LEOM) |
|        | Viora (Chivasso, Torino) Titolo: nobili; conti di Bastide Partito, al 1° d'argento, a due mezzi archi di ponte di rosso, merlati alla ghibellina, uscenti dalla partizione, uno sull'altro, al 2° d'oro, a due crancelini di verde, in sbarra Motto: Cimme un orage (citato in (13)) |
|        | Vioto o Viotti (Carmagnola) Troncato, al 1° di verde, al giglio d'oro, al 2° bandato d'oro e di verde (citato in (13)) |
|        | Viotti (Cherasco) D'azzurro, allo scaglione accompagnato da tre stelle, il tutto d'argento (citato in (13)) |
|        | Viotto (Mondovì) D'azzurro, allo scaglione accompagnato in capo da una stella, il tutto d'argento (citato in (13)) |
|        | Viotto o Viotti (Casale ?) D'argento, all'albero (fico?) di verde, nutrito sulla pianura erbosa, con il capo d'oro, carico di un'aquila di nero (citato in (13)) |

### Vip
| Stemma | Casato e blasonatura |
| ------ | --- |
|        | Vipera (Molise) D'oro all'aquila con le ali spiegate di nero e due teste di vipera (citato in DAlena) |
|        | Viperano (Messina) d'azzurro, alla vipera d'oro (citato in SPRE – Vol. I pag. 491) d'azzurro, con una vipera d'oro, posta in fascia (citato in (17)) (Cenno storico in Famiglie nobili di Sicilia (archiviato dall'url originale il 5 marzo 2016).)                                                                                  |
|        | Viperano Balsamo (Catania, Caltagirone, Messina) d'azzurro, alla vipera d'oro, posta in fascia alias partito: nel primo semipartito d'oro e di rosso troncato d'azzurro all'uccello margone del suo colore, posto nel primo e posato sullo spaccato (Balsamo); nel secondo d'azzurro, alla vipera d'oro (Viperano) (citato in Mango) |

### Vir
| Stemma | Casato e blasonatura |
| ------ | --- |
|        | Viretti (Torino) D'azzurro, alla fascia formata da sette rombi d'argento, accollati, accompagnati in capo da tre stelle, in punta da tre rose, il tutto d'oro e ordinato in fascia Motto: Pungo nocentes (citato in (13)) |
|        | Virgili (Sansepolcro) D'azzurro, al giglio di giardino al naturale, fiorito di tre pezzi dello stesso, nodrito in un vaso biansato d'oro, talvolta posante sul terreno al naturale (citato in ASFI)                       |
|        | Virgili (Ravenna) 2 monti a 6 cime posti in fascia a sinistra di rosso e a destra di argento su partito di argento e di rosso - capo d'Angiò (citato in LEOM)                                                             |
|        | Virgili di Longiano (Cesena) (la blasonatura non è stata ancora caricata) (citato in BLCW) Immagine in Blasone Cesenate.                                                                                                  |
|        | Virgilio (Salemi, Palermo) partito: d'oro e di rosso al giglio dell'uno nell'altro (citato in Mango e in (17)) (Cenno storico in Famiglie nobili di Sicilia (archiviato dall'url originale il 14 maggio 2009).)           |
|        | Viroli (Cesena) (la blasonatura non è stata ancora caricata) (citato in BLCW) Immagine in Blasone Cesenate. |

### Vis
| Stemma | Casato e blasonatura |
| ------ | --- |
|        | Visanelli (Cesena) (la blasonatura non è stata ancora caricata) (citato in BLCW) Immagine in Blasone Cesenate. |
|        | Visani (Fiesole, Firenze) Di rosso, al palo d'azzurro caricato di un monte di tre cime d'argento; e al capo dell'Impero (citato in ASFI) |
|        | Visani Scozzi (Firenze) monte a 3 cime di argento su palo di azzurro su rosso - aquila di nero rivolta su oro in capo (citato in LEOM) |
|        | Visca (Chieri) Titolo: conti di Tonengo; consignori di Ceresole, Piazzo Inquartato, al 1º e 4º di cinque punti d'oro equipollenti a quattro d'azzurro, al 2º e 3º di rosso Motto: Vincere posse sat est (citato in (13)) |
|        | Visca (Ovada) Troncato: nel 1° di rosso, al crescente montante d'oro, accompagnato nel capo da tre gigli male ordinati dello stesso; nel 2° di verde, alla colomba d'argento, tenente nel becco un ramoscello al naturale, posata su una pianura d'azzurro (citato in (22)) |
|        | Viscardi di azzurro a due spade di argento abbassate e decussate, col capo di argento carico di un'aquila di nero posata, ad ali aperte e con la riga di rosso sulla partizione (citato in SPRE – Vol. III pag. 436) |
|        | Viscardi o Guiscardi o Guizzardi (Cravegna) Troncato di rosso e d'argento, alla pianta di verde, fiorita, radicata in un terreno al naturale, attraversante sulla partizione, con un sole al naturale, movente dal capo alias Troncato di rosso e d'argento, alla pianta di verde, con tre fiori d'azzurro, radicata in un terreno di verde, attraversante sulla partizione, con un sole d'oro, movente dal cantone destro del capo (citato in (13)) |
|        | Vischi (Mirandola) Titolo: Nobili di Mirandola d'azzurro, all'agrifoglio nodrito sulla pianura erbosa, sostenente un uccello, il tutto al naturale e sormontato da tre stelle (8) d'oro, male ordinate (citato in GUCA – pag. 567) albero di biancospino (forse arbusto) nodrito su terrazzo di verde uscente dalla punta cimato da - un uccello canterino tutto al naturale su azzurro - 3 stelle (8 raggi) di oro poste 1,2 in alto su azzurro (citato in LEOM) |
|        | Vischi (Napoli, Trani) Titolo: patrizi di Trani d'azzurro alla fascia d'oro accompagnata in capo da una mezzaluna d'argento, in punta da uno scaglione d'oro (citato in (14)) fascia di oro su azzurro accompagnata in capo da - luna montante di argento - e in basso da uno scaglione di oro uscente dalla punta (citato in LEOM) |
|        | Visconti (nel 1277) d'argento alla biscia ondeggiante in palo d'azzurro ingolante un moro di carnagione (FR) d'argent au serpent en pal ondoyant d'azur engloutissant un maure de carnation (EN) Argent, a swaying snake Azure in pale swallowing a Moor carnation (citato in GUCA - pag. 81 d'argento, alla biscia di azzurro ondeggiante in palo ingolante un fanciullo di carnagione) |
|        | Visconti (nel 1395) d'argento, alla biscia d'azzurro, divorante un bambino nudo di carnagione e coronata d'oro (citato in CROL – pag. 112, in MONT - pag. 102) di argento al biscione di azzurro, coronato d'oro ingoiante un putto di carnagione (citato in SPRE - Vol. II pag. 157) |
|        | Visconti (Siena) Di..., alla fascia di... alias<vr/> Di..., alla fascia di..., accompagnata da tre plinti coricati di..., 2.1 (citato in ASFI) |
|        | Visconti (Pistoia) Trinciato d'oro e d'azzurro, a tre crescenti ordinati e volti in sbarra, quello centrale attraversante e dell'uno all'altro, e i due laterali dell'uno nell'altro, e a due stelle a otto punte di rosso, una in capo e una in punta alias Trinciato d'oro e d'azzurro, a tre crescenti ordinati e volti in sbarra, quello centrale attraversante e dell'uno all'altro, e i due laterali dell'uno nell'altro, e a due stelle a sei punte di rosso, una in capo e una in punta alias Troncato d'oro e d'azzurro, a tre crescenti montanti ordinati in palo, quello centrale attraversante e dell'uno all'altro, e i due laterali dell'uno nell'altro, e a due stelle a otto punte di rosso, una nel cantone sinistro del capo e una nel cantone destro della punta (citato in ASFI)                                                                                          |
|        | Visconti (Pisa) Fasciato di sei pezzi di nero e d'oro alias Fasciato di sei pezzi di nero e d'oro, con il capo del secondo caricato a destra di un castello d'argento sostenente un gallo al naturale e a sinistra di un'aquila di nero (citato in ASFI) |
|        | Visconti (Fucecchio, Pisa) Partito: nel 1° d'oro, all'aquila dal volo abbassato di nero uscente dalla partizione; nel 2° troncato di nero e d'oro (citato in ASFI) |
|        | Visconti o Visconti della Scala (Firenze) Di rosso, a due bisce guizzanti decussate di verde, accompagnate in capo da una testa di leopardo al naturale, coronata d'oro (citato in ASFI) (DE) In Rot 1 Löwenkopf von vorn, überhöht von 1 goldenen Krone mit silbernen Spitzen und unten begleitet von 2 gekreuzten grünen Schlangen (citato in KHIF) |
|        | Visconti (Chieri) Titolo: visconti di Baldissero, Marentino, Montaldo, Pavarolo / consignori di Cossano D'argento, al leone di rosso che tiene una crocetta dello stesso (citato in (13)) |
|        | Visconti (Milano, Torino) Titolo: baroni di Ornavasso D'argento, al biscione d'azzurro, coronato d'oro, ingoiante un putto di carnagione, con il capo d'oro, carico di un'aquila di nero, coronata del campo (citato in (13)) |
|        | Visconti (Milano) Titolo: conti di Cavaglio; signori di Fontaneto D'argento, al biscione d'azzurro, ingoiante un putto di carnagione (citato in (13)) |
|        | Visconti (Milano, Pallanza) Titolo: signori di Invorio Inferiore, Massino D'argento, al biscione d'azzurro, coronato d'oro, ingoiante un putto di carnagione, con il capo d'oro, carico di un'aquila di nero (citato in (13)) |
|        | Visconti (Trino, Cavour, Salussola) D'azzurro, al biscione d'oro, ingoiante il putto, di rosso Motto: Nitida crucifer (citato in (13)) |
|        | Visconti (Oleggio, Torino, Livorno, Milano, Fiernze) Titolo: nobili con il predicato di Oleggio Castello; marchesi D'argento, al biscione coronato, d'azzurro, ondeggiante in palo e ingoiante a metà un putto ignudo, di carnagione, posto in maestà e movente in fascia, con le braccia aperte (citato in (13)) (la blasonatura non è stata ancora caricata) (Immagine nella Raccolta stemmi Topoguz.) |
|        | Visconti (Ornavasso) biscione visconteo su argento - capo d'Impero (citato in LEOM) |
|        | Visconti (Cremona) Titolo: conti di Marcignago d'argento, alla biscia viscontea di verde, coronata d'oro, ondeggiante in palo, e ingoiante a metà un putto ignudo di carnagione, posto in fascia e con le braccia distese (citato in BLCR) Immagine in Blasonario Cremonese (archiviato dall'url originale il 7 aprile 2014). |
|        | Visconti (Cremona) (la blasonatura non è stata ancora caricata) (Immagine nella Raccolta stemmi Topoguz.) |
|        | Visconti (Cesena) (la blasonatura non è stata ancora caricata) (citato in BLCW) Immagine in Blasone Cesenate. |
|        | Visconti Brebbia (Milano) biscione visconteo di azzurro ondeggiante in palo coronato di oro ingolante un putto (bambino) di carnagione con le braccia aperte su argento - croce di Sant'Andrea di argento su troncato di oro e di azzurro accompagnata in capo e in punta da - una lettera B e una R maiuscole romane di oro (citato in LEOM) |
|        | Visconti di Lodi (Lodi) biscione visconteo su argento (citato in LEOM) |
|        | Visconti di Marcignago o Visconti (linea di Oleggio) o Visconti di San Vito o Visconti Modrone (Robecco d'Oglio, Livorno, Torino, Milano, Oleggio Castello) biscione visconteo di azzurro ondeggiante in palo coronato di oro ingolante un putto (bambino) di carnagione con le braccia aperte su argento (citato in LEOM) |
|        | Visconti di Massino (Pallanza, Verbania) biscione visconteo di azzurro ondeggiante in palo coronato di oro ingolante un putto (bambino) di carnagione con le braccia aperte su argento - aquila di nero su oro in capo (citato in LEOM) |
|        | Visconti di Saliceto (Milano) biscione visconteo su scudetto di argento su - fiamma di rosso posta in sbarra su argento - ancora a 3 becchi di argento posta in banda su verde (citato in LEOM) |
|        | Visconti Modrone (Milano) 7 corone di nero poste 1,2,1,2,1 su argento - biscione visconteo su argento - castello di rosso su argento - scaccato di nero e di argento (8file) tutto su scudetto su - aquila di argento coronata di oro su azzurro - torre alla guelfa di oro accompagnata da 2 leoni controrampanti coronati dello stesso su rosso - su monte a 3 cime di verde ristrette uscenti dalla punta cimati da 2 piante di canna al naturale ai lati e al centro da un gallo dello stesso beccante la pianta di sinistra e un nastro posto ad arco sopra di loro di argento caricato della parola in lettere maiuscole romane di nero "VIGILATE" tutto su oro - e su troncato di rosso e di argento - stella (8 raggi) di oro sul rosso - 3 rose di rosso su banda di azzurro su leone rampante di rosso tenente nella zampa destra una spada in sbarra sull'argento (citato in LEOM) |
|        | Visconti Modrone (Milano) 7 corone di nero poste 1,2,1,2,1 su argento - biscione visconteo su argento - scaccato di argento e di rosso - fasciato di argento e di oro (8 pezzi) (citato in LEOM) |
|        | Visconti di Modrone (Milano) (la blasonatura non è stata ancora caricata) (Immagine nella Raccolta stemmi Topoguz.) |
|        | Visconti Modrone (Milano) 2 grifi di nero affrontati controrampanti ad una torre di rosso merlata di 3 pezzi alla ghibellina su ristretto di rosso su argento - uccello in volo in banda di argento su azzurro - seminato di stelle di argento (6 raggi) su rosso in capo (citato in LEOM) |
|        | Visconti Prasca (Cassine, Alessandria, Genova) Titolo: nobili; conti D'argento, al biscione di verde, ondeggiante in palo e ingoiante a metà un putto ignudo, di carnagione, posto in maestà e movente in fascia, con le braccia aperte (citato in (13)) |
|        | Visconti Venosta (Venosta, Milano, Roma, Santena) Titolo: marchesi; marchesi di Breglio, marchesi di Cavour, marchesi di Sostegno e Ca' del Bosco, marchesi di Avigliana; conti di Santena, conti di Isolabella; signori di Valdichiesa; nobili Inquartato, al 1° di Visconti, al 2° di Venosta, che è interzato in fascia, d'argento, di nero e di verde, con il capo d'oro, all'aquila di nero, coronata del campo, con il volo abbassato, al 3° di Alfieri, al 4° di Benso Motto: De castris (citato in (13)) |
|        | Visconti Venosta (Roma, Santena, Grosio, Milano) inquartato : 1°) biscione visconteo su argento - 2°) interzato in fascia di argento di nero e di verde con il capo d'Impero - 3°) aquila di nero coronata e rostrata di rosso su oro - 4°) argento pieno con il capo di rosso caricato da 3 conchiglie di oro poste in fascia (citato in LEOM) |
|        | Visconti Venosta (Tirano, Ardenno) interzato in fascia di argento di nero e di verde - aquila di nero ali abbassate (volo) coronata di oro su oro in capo (citato in LEOM) |
|        | Visconti Venosta (Tirano, Ardenno) biscione visconteo su argento (1° e 4°) - interzato in fascia di argento di nero e di verde con il capo di oro caricato di una aquila di nero coronata di oro (2° e 3°) (citato in LEOM) |
|        | Visdomini (Arezzo) D'azzurro, alla banda di vaio sostenente un leone leopardito d'oro (citato in ASFI) |
|        | Visdomini (Firenze) Inquartato: nel 1° e 4° d'oro pieno; nel 2° fasciato di quattro pezzi d'argento e di nero; nel 3° fasciato di sei pezzi di nero e d'argento alias Di..., al leone di..., seminato di crescenti montanti di... alias D'oro, al leone di nero, caricato di uno scudetto del campo sovraccaricato di una mitra vescovile di... (citato in ASFI) |
|        | Visdomini (Toscana) (DE) Gold-schwarz geviert: In den Plätzen 2 und 3 je 2 silberne Balken (citato in KHIF) |
|        | Vismara Currò (Milano) castello di argento (2 torri) merlato alla ghibellina su azzurro aperto e finestrato del campo - sole nascente dal capo di rosso su azzurro - 4 ruote di rosso poste in fascia su oro in capo (citato in LEOM) |
|        | Visone (Acqui, Costigliole d'Asti, Torino, Roma) Titolo: conti D'azzurro, al visone con la testa rivoltata, rampante contro una pianticella di erica nutrita sulla pianura erbosa, il tutto al naturale Motto: Semper vigilans (citato in (13)) |
|        | Visone (Roma) visone (mustela) rampante testa rivolta su di una pianticella di erica nodrita su terrazzo di verde uscente dalla punta tutto al naturale su azzurro (citato in LEOM) |
|        | Vissalli (Sicilia) D'azzurro col castello d'oro, fondato sul mare al naturale, movente dalla punta, accompagnato nel capo da un giglio del secondo, il mare caricato da un pesce nuotante di nero (citato in (17)) (Cenno storico in Famiglie nobili di Sicilia (archiviato dall'url originale il 5 marzo 2016).) |
|        | Vistarini (Lodi) Titolo: consignori di Marsaglia Inquartato, al 1° e 4° di verde, al leone d'oro, al 2° e 3° di rosso, a due fasce di verde a spina di pesce, con il capo d'oro, carico di un'aquila di nero, coronata del campo alias Di verde, al leone d'argento, linguato di rosso, con il capo d'oro, carico di un'aquila di nero (citato in (13)) |
|        | Vistarini (Castellanza) leone rampante di oro su azzurro - 2 fasce increspate di azzurro su rosso - capo d'Impero (citato in LEOM) |

### Vit
| Stemma | Casato e blasonatura |
| ------ | --- |
|        | Vita (Pescia) Di..., all'albero sradicato di... accollato da una vite fruttifera di un pezzo di..., e sostenente un uccello posato di nero alias Di..., all'albero sradicato di... accollato da una vite fruttifera di un pezzo di..., e sostenente un'aquila dal volo spiegato di... (citato in ASFI) |
|        | Vita (Cosenza) D'azzurro alla vite fruttifera d'oro in palo (citato in BLCL) |
|        | Vita (Tropea) D'azzurro al tralcio di vite al naturale fruttato d'oro in palo (citato in BLCL) Immagine in Tropea Magazine. |
|        | Vita (Sicilia) d'azzurro, alla vite al naturale impalata e fruttifera d'oro (citato in Mango) d'azzurro, con la pianta di vite al naturale fruttifera d'oro (citato in (17)) (Cenno storico in Famiglie nobili di Sicilia (archiviato dall'url originale il 5 marzo 2016).) |
|        | Vitagliano (Molise) Titolo: duca di Oratino D'azzurro a quattro mezze lune d'argento poste 2, 2 (citato in DAlena) d'azzurro, cantonato da quattro crescenti montanti d'argento (citato in (16)) Notizie storiche in Nobili napoletani. |
|        | Vitale (Mondovì, Cuneo, Torino) Titolo: conte di Genola, Paglières, S. Vitale, Torricella; consignore di Beinasco, Ceva, Givoletto D'argento, alla banda d'oro, orlata di rosso (citato in (13) e in (19)) banda di oro bordata di rosso su argento (citato in LEOM) d'argento con due bande rosse, ed una d'oro nel mezzo di esse (citato in (19)) alias Inquartato: al 1° e al 4° di Vitale; al 2° e 3° di Tapparelli, e sul tutto di Ceva (citato in (13) e in (19)) alias d'azzurro alla banda d'oro, accostata da due filetti di rosso, col quartier franco dei baroni vescovi, attraversante (arma napoleonica) (citato in (19)) Cimiero: una donna nascente vestita di azzurro, tenente con la destra il breve col motto Motto: La fin fait tout |
|        | Vitale (Napoli) Titolo: marchesi d'oro alla banda d'azzurro accompagnata a destra da un'aquila bicipite di nero e a sinistra da un destrochero dalla banda, vestito di ermellino indicante con la mano di carnagione tre stelle di rosso poste in fascia (citato in (14)) banda di azzurro su oro accompagnata - a destra da un avambraccio destro usente dalla banda vestito di armellino e con la mano di carnagione in atto di indicare in alto verso - 3 stelle (6 raggi) di rosso poste in fascia - aquila bicipite di nero in basso a sinistra (citato in LEOM) |
|        | Vitale (Gragnano, Buccino, Messina) Titolo: nobile, barone d'azzurro al volo d'argento (citato in (14), in Mango e in (17)) 2 ali (volo) addossate di argento su azzurro (citato in LEOM) alias d'azzurro a tre tralci di vite, fruttati d'oro impalati dello stesso colore (citato in (14)) d'azzurro a tre viti d'oro impalate dello stesso (citato in Mango e in (17)) 3 tralci di vite fogliati e fruttati di oro accollati a 3 pali scorciati dello stesso posti in fascia tutto su azzurro (citato in LEOM) alias partito: 1° d'argento al braccio armato al naturale impugnante un compasso d'oro, misurando tre stelle, ordinate in fascia, ed un ramo di vite, fruttifero d'oro in punta; 2° d'azzurro alla torre merlata d'argento, sostenuta da due leoni controrampanti dello stesso (citato in (14)) partito: nel primo d'argento, al braccio armato al naturale impugnante un compasso d'oro nell'atto di misurare tre stelle dello stesso ordinate in fascia nel capo e un ramo di vite fruttifero d'oro, posto nella punta; nel secondo, d'azzurro, alla torre merlata d'argento sostenuta da due leoni controrampanti dello stesso (citato in Mango e in (17)) braccio destro armato al naturale uscente dalla partizione (della prima partitura) afferrante con la mano di carnagione un compasso aperto di oro le punte in alto sormontato da - 3 stelle (5 raggi) dello stesso poste in fascia e accompagnato in basso da - un tralcio di vite pampinato di verde e fruttato di oro tutto su argento - torre di argento merlata alla ghibellina accompagnata da - 2 leoni controrampanti dello stesso tutto su azzurro (citato in LEOM) (Cenno storico in Famiglie nobili di Sicilia (archiviato dall'url originale il 5 marzo 2016).) |
|        | Vitali (Bologna) d'argento, a tre stelle (6) di rosso; al capo d'Angiò (citato in (6) – pag. 703) |
|        | Vitali (Pisa) D'azzurro, all'albero nodrito sul terreno e accollato da una vite fruttifera, il tutto al naturale, e sostenuto al tronco da un leone d'oro (citato in ASFI) |
|        | Vitali (Siena) Di rosso, alla banda di losanghe accollate d'argento alias Di rosso, alla banda di losanghe accollate d'oro alias D'azzurro, alla banda di losanghe accollate d'argento alias D'azzurro, alla banda di losanghe accollate d'oro (citato in ASFI) |
|        | Vitali (Messina) Titolo: barone di Panietti d'azzurro, con tre viti d'oro (citato in (17)) Corona di barone (Cenno storico in Famiglie nobili di Sicilia (archiviato dall'url originale il 5 marzo 2016).) |
|        | Vitali (Comacchio, Bologna) aquila di nero rivolta su oro - tralcio di vite piegato in cerchio e incrociato in alto pampinato di verde e fruttato di 3 pezzi di rosso posti in fascia quello centrale racchiuso nel cerchio formato dalla vite tutto su argento (citato in LEOM) |
|        | Vitali (Fermo) palo di legno accollato da un tralcio di vite fogliato e fruttato al naturale su cui è posata una aquila ad ali spiegate dello stesso - detto palo affiancato da 2 lune montanti di argento poste in fascia tutto su azzurro - campagna di rosso terminante in alto con un filetto di oro posto in fascia da cui partono 3 bande scorciate verso l'alto dello stesso formanti un particolare rastrello (citato in LEOM) |
|        | Vitali (Milano) aquila di nero coronata di oro su oro - tralcio di vite nodrito su zolla di verde uscente dalla punta a 4 rami intrecciati tra loro fruttato di 5 grappoli di rosso in parte accollato ad un filetto in palo uscente dalla zolla tutto al naturale su argento (citato in LEOM) |
|        | Vitali (Milano) tralcio di vite sradicato accollato ad un palo scorciato uscente dalla punta tutto al naturale su argento (citato in LEOM) |
|        | Vitali (Venezia, Patrasso (Grecia), Parigi (Francia) Titolo: conte, principe di Sant'Eusebio leone rampante testa rivolta tenente in destra un tralcio di vite fruttato di un pezzo tutto al naturale su argento - quartier franco sinistro di rosso caricato di una spada di oro posta in palo punta in alto (citato in LEOM) |
|        | Vitali (Cesena) (la blasonatura non è stata ancora caricata) (citato in BLCW) Immagine in Blasone Cesenate. |
|        | Vitali Rosati (Fermo, Monte Rosato) tralcio di vite di verde fruttato di 3 grappoli al naturale accollato ad un filetto in palo di argento su azzurro - cometa ondeggiante in palo di oro su azzurro - palo troncato di azzurro e di oro su troncato di oro e di azzurro (citato in LEOM) |
|        | Vitaliani (Padova) 2 gigli di oro piede allungato a forma di coda posti in banda sull'azzurro del - bandato di 5 pezzi di trinciato ondato di verde e di argento e di azzurro (citato in LEOM) |
|        | Vitazza (Dalmazia) torre guelfa merlata di 3 pezzi di rosso avvolta da - un tralcio di vite di verde uscente dalla porta rientrante dalla finestra sinistra e uscente infine dai merli della torre su argento (citato in LEOM) |
|        | Vitelleschi partito d'oro, e di azzurro, a due vitelli dell'uno nell'altro, affrontati e passanti sopra un terreno di verde; col capo semipartito d'azzurro e di rosso, caricato i sei gigli d'oro, ordinati in fascia (citato in MONT – pag. 168) |
|        | Vitelleschi (Roma) (la blasonatura non è stata ancora caricata) (Immagine nell' Archivio Storico Capitolino (PDF) (archiviato dall'url originale il 4 marzo 2016).) (Immagine nella Raccolta stemmi Trippini (JPG).) |
|        | Vitelleschi (Cesena) (la blasonatura non è stata ancora caricata) (citato in BLCW) Immagine in Blasone Cesenate. |
|        | Vitelleschi Degli Azzi (Foligno, Perugia, Arezzo) partito di azzurro e d'oro, a due vitelli passanti e affrontati dell'uno nell'altro, al capo partito d'oro e d'azzurro a sei gigli dell'uno nell'altro ordinati in fascia (citato in SPRE – pag. 458) |
|        | Vitellesco (Toscana) (DE) Zwischen 1 blau-rot gespaltenen Schildhaupt, darin 6 silberne Lilien, und 1 grünen Schildfuß, in gold-blau gespaltenem Feld 2 einwärtsgekehrte Stiere in verwechselten Tinkturen (citato in KHIF) |
|        | Vitelli (Firenze) di rosso, a due scaglioni d'oro (citato in GUCA – pag. 472) |
|        | Vitelli (Città di Castello, Firenze) Inquartato: nel 1° e 4° d'azzurro, al crescente volto in banda d'oro; nel 2° e 3° scaccato di rosso e d'argento (citato in ASFI) |
|        | Vitelli (Città di Castello) (DE) Geviert: In den Feldern 1 und 4 je 1 schräglinks nach oben gewendeter Halbmond, die Plätze 2 und 3 geschacht (citato in KHIF) |
|        | Vitelli (Città di Castello) Spaccato; nel 1° d'azzurro, a tre gigli d'oro, 2 e 4; nel 2° di rosso, ad un vitello d'oro, sdraiato sopra una pianura erbosa di verde, e tenente una palma dello stesso, appoggiata sulla spalla sinistra. (citato in CROD) |
|        | Vitelli (Molise) Inquartato: nel 1° e 4° d'azzurro al crescente d'oro posto in palo; nel 2° e 3° scaccato d'argento e di rosso (citato in DAlena) |
|        | Vitelli (Firenze) Di..., al toro furioso di... (citato in ASFI) |
|        | Vitelli (Siena) D'oro, alla banda diminuita di rosso, accostata da due alberi sradicati di verde posti nel senso della pezza alias D'oro, alla banda diminuita d'azzurro, accostata da due alberi sradicati di verde posti nel senso della pezza (citato in ASFI) |
|        | Vitelloni (Bagnacavallo, Roma) partito d'oro e di azzurro al vitello dell'uno all'altro passante sulla campagna di verde (citato in GUCA – pag. 101, in MONT - pag. 114 (... al toro dell'uno all'altro)) vitello passante partito di azzurro e di oro su partito di oro e di azzurro tutto su terrazzo di verde uscente dalla punta (citato in LEOM) |
|        | Vitelloni (Cesena) (la blasonatura non è stata ancora caricata) (citato in BLCW) Immagine in Blasone Cesenate. |
|        | Viterbo (Fossano) Titolo: consignori di Beinasco, Genola, Lemie D'argento, al tronco di salice, con la vite accollata, al naturale, con il capo d'azzurro, carico di un sole, d'oro Motto: Virtus unita fortior (citato in (13)) |
|        | Viterbo (Messina) d'argento, all'albero di pino al naturale, attorcigliato dalla vite di verde, fruttifera dello stesso (citato in Mango) D'argento, con l'albero di pino al naturale ed una vite di verde con i suoi pampini ed il frutto rampicante nel tronco (citato in (17)) (Cenno storico in Famiglie nobili di Sicilia (archiviato dall'url originale il 5 marzo 2016).) |
|        | Vitetti (Crotone, Cirò) Titolo: Conte Palatino, conte (d'argento (?) all'albero di vite (?) di verde, fogliato di due e fruttato di due, nodrito sulla campagna erbosa dello stesso, sostenuto da due leoni al naturale (?) controrampanti al tronco) Motto: Indefecta fide (citato in (14)) |
|        | Viti (Altamura, Napoli, Trani, Roma) Titolo: conte di Altamura, nobile dei conti d'azzurro, alla banda di rosso, bordata di oro, accompagnata in capo da due stelle (8) del secondo, poste nel verso della pezza, ed in punta da un tralcio di vite con uva nera al naturale scorciato e posto pure in banda (citato in GUCA – pag. 85) alias d'azzurro, alla banda di rosso bordata d'oro, accompagnata in capo da una stella (8) d'oro, in punta di un tralcio di vite con l'uva al naturale posto in banda (citato in (14)) d'azzurro alla banda rossa bordata d'oro, sormontata da una stella d'oro a otto raggi ed accostata nella punta da un tralcio di vite coi pampini e con l'uva al naturale (citato in (16)) banda di rosso bordata di oro su azzurro - stella (8 raggi) di oro a destra - tralcio di vite fruttato di 2 pezzi al naturale posto in banda a sinistra (citato in LEOM) Motto: Prudens gubernat Notizie storiche in Nobili napoletani. |
|        | Viti (Picerno) banda di rosso bordata di oro su azzurro - 2 stelle (8 raggi) di oro poste in banda a destra - tralcio di vite fruttato di 2 pezzi al naturale posto in banda a sinistra (citato in LEOM) |
|        | Vitia o Vezza (La Vezza, Asti) D'argento, al leone troncato di rosso e d'azzurro, coronato, linguato e membrato di rosso alias D'argento, al leone di nero, armato, linguato e membrato di rosso, coronato di nero (citato in (13)) |
|        | Vitoli (Firenze) D'oro, a tre foglie di vite (pampini) di verde, 2.1 (citato in ASFI) |
|        | Vitoli (Pistoia) D'oro, alla pantera rampante moscata al naturale, lampassata di rosso alias D'oro, all'orso levato di nero (citato in ASFI) |
|        | Vitolini (Firenze) D'azzurro, al giglio d'oro, e al capo cucito d'Angiò (citato in ASFI) giglio di oro posto al centro in punta sullo scudo di azzurro - capo d'Angiò (citato in LEOM) |
|        | Vitolini (Pistoia) Partito d'argento e di nero, a tre crescenti montanti ordinati in palo dell'uno all'altro (citato in ASFI) |
|        | Vitolo (Napoli) (la blasonatura non è stata ancora caricata) (Immagine nella Raccolta stemmi Trippini (JPG).) |
|        | Vitoni (Pistoia) Di rosso, al compasso d'oro aperto in scaglione, e al capo appuntato merlato d'azzurro, caricato di tre stelle a otto punte d'oro, 2.1 (citato in ASFI) |
|        | Vitta (Pisa) Di..., alla banda di..., caricata di tre clave (?) di..., poste nel senso della pezza (citato in ASFI) |
|        | Vittono o Vittone (Ciriè) Titolo: consignori di San Maurizio Canavese, Settimo D'azzurro, al leone d'oro, armato e linguato di rosso Motto: Tu perficis alias D'azzurro, alla fascia d'argento, carica di un leoncino di rosso, e accompagnata da quattro stelle, d'oro alias D'oro, al rosaio di tre rami al naturale, con il capo d'azzurro, carico di tre stelle, d'oro, ordinate in fascia Motto: Vult onus et honor alias D'azzurro, alla torre d'oro, con la vite al naturale passante e ripassante nella torre, sormontata da un sole dello stesso alias D'oro, alla torre di rosso, con la vite al naturale passante e ripassante nella torre, con il capo d'oro, cucito, carico di un sole, di rosso alias D'oro, alla torre di rosso, con la vite al naturale passante e ripassante nella torre Motto: Compressa suavior (citato in (13)) |
|        | Vittorelli (Bassano del Grappa, Trieste, Torino) 2 stelle (6 raggi) poste in fascia in capo la sinistra di azzurro e la destra di oro su partito di oro e di azzurro - giglio partito di azzurro e di oro posto in punta su partito di oro e di azzurro (citato in LEOM) |
|        | Vittori (Roma) leone passante testa rivolta di oro sormontato da - stella (6 raggi) dello stesso tutto su azzurro (citato in LEOM) |
|        | Vittori Antisari (Roma, Viterbo) uccello marino tenente nel becco un pesce su scoglio affiorante dal mare uscente dalla punta tutto al naturale su azzurro - 2 fasce di rosso su argento - colomba della pace di argento su azzurro in capo (sulla seconda partizione) (citato in LEOM) |
|        | Vittori Venenti (Bologna) cervo rampante coronato di oro accompagnato da 5 stelle poste in semicerchio (5 raggi) dello stesso tutto su azzurro - torre di argento su azzurro - capo d'Angiò (citato in LEOM) |
|        | Vittoria (Sicilia) D'azzurro, con un leone d'oro, tenente un ramo di palma di verde (citato in (17)) (Cenno storico in Famiglie nobili di Sicilia (archiviato dall'url originale il 5 marzo 2016).) |
|        | Vitucci Righini di Sant'Albino (Stati pontifici, Torino) Titolo: nobili; conti Inquartato, al 1° e 4° d'azzurro, al leone coronato, d'oro, tenente con le branche anteriori un tralcio di vite fruttato e fogliato al naturale, al 2° e 3° d'argento, a due bande di rosso, con il capo d'azzurro, carico di tre gigli d'argento male ordinati (citato in (13)) |
|        | Vitudono (la blasonatura non è stata ancora caricata) (citato in DAlena) |

### Viv
| Stemma | Casato e blasonatura |
| ------ | --- |
|        | Viva (Napoletano) (la blasonatura non è stata ancora caricata) (citato in (16)) |
|        | Vivacito o Vivicito (Catania) d'oro, a tre scaglioni, il primo partito di verde e di rosso, il secondo e terzo di verde (citato in Mango) |
|        | Vivai (Firenze) D'azzurro, a due pesci d'oro nuotanti l'uno sull'altro, quello inferiore rivolto alias D'azzurro, a due pesci d'oro nuotanti l'uno sull'altro, quello inferiore rivolto, e al capo cucito d'Angiò abbassato sotto un capo d'argento caricato di uno scaglione d'azzurro sovraccaricato di tre coppie di crescenti addossati d'oro (citato in ASFI) |
|        | Vivaia (Pisa) D'oro, al leone di nero, lampassato di rosso (citato in ASFI) |
|        | Vivalda (Mondovì) Titolo: conti di Castellino Tanaro, Igliano; baroni di Mombarcaro; consignori di Ceva, S. Michele, Vasco Partito di rosso e d'argento, con il capo d'oro, carico di una aquila coronata, di nero, nascente alias Partito di rosso e d'argento, con il capo d'oro, sostenuto d'azzurro, carico di una aquila coronata di nero, nascente alias Partito di rosso e d'argento, alla bordura di [...], carica di... (besanti?), di [...], con il capo d'oro, carico di una aquila coronata, di nero, nascente Motto: In sinu durat germini (citato in (13)) |
|        | Vivalda (Torino) partito di rosso e di argento - aquila nascente coronata di nero su oro in capo (citato in LEOM) |
|        | Vivaldi (Toscana) (DE) In Blau 1 goldbehalsbandeter silberner Hund, 1 goldenen Sechsberg besteigend, beidseitig begleitet von je 1 achtstrahligen goldenen Stern und überhöht von 1 silbernen Spruchband, dieses belegt mit 1 schwarzen Wort FIDES (citato in KHIF) |
|        | Vivaldi (Roma) stella (5 raggi) partita di rosso e di argento su partito di argento e di rosso (citato in LEOM) |
|        | Vivaldi (Roma) stella (5 raggi) partita di argento e di rosso su partito di rosso e di argento (citato in LEOM) |
|        | Vivaldi Armentieri (Roma) (la blasonatura non è stata ancora caricata) (Immagine nell' Archivio Storico Capitolino (PDF) (archiviato dall'url originale il 26 febbraio 2017).) |
|        | Vivaldi Pasqua (Genova, Milano, Roma) partito di rosso e di argento - aquila nascente di nero coronata di oro su oro in capo (citato in LEOM) |
|        | Vivante (Trieste) 3 api viste di dorso di rosso poste 1,2 su oro - ruota dentata di argento (di Santa Caterina) su rosso - veliero a 3 alberi e a 3 vele spiegate al naturale su azzurro (citato in LEOM) |
|        | Vivarelli (Arezzo, Siena) D'oro, allo scaglione riverso d'azzurro caricato di sette stelle a sei punte del campo, e accompagnato in capo da una palla partita d'argento e di nero (citato in ASFI) 7 stelle (6 raggi) di oro su scaglione rovesciato di azzurro su oro accompagnato in capo da - una palla partita di argento e di nero (citato in LEOM) |
|        | Vivarelli (Pistoia) D'azzurro, alla colomba d'argento, membrata e imbeccata di rosso, posata sulla cima di un monte di tre cime d'oro, e tenente nel becco un ramoscello di verde (citato in ASFI) |
|        | Vivarelli (Macerata) monte a 3 cime di oro cimato da una colomba della pace di argento sormontata da - 3 comete ondeggianti in palo poste 1,2 di oro tutto su azzurro (citato in LEOM) |
|        | Vivarelli Colonna (Livorno, Pistoia, Firenze) Troncato: nel 1° d'oro, allo scaglione riverso d'azzurro, caricato di sette stelle a sei (o otto) punte del campo, e sormontato da una palla partita d'argento e di nero; nel 2° di rosso, alla colonna d'argento, talvolta coronata d'oro (citato in ASFI) 7 stelle (6 raggi) di oro su scaglione rovesciato di azzurro su oro accompagnato in capo da - una palla partita di argento e di nero - colonna di argento con base e capitello di oro su rosso (citato in LEOM)                                                |
|        | Vivarelli Fabbri (Arezzo) D'argento, allo scaglione riverso d'azzurro caricato di sette stelle a otto punte d'oro e sormontato da sette palle d'azzurro, 1.2.1.2.1 (citato in ASFI) |
|        | Vivenzi (Volterra, Firenze) Di..., alla sbarra di..., caricata di tre crescenti volti nel senso della pezza di..., e sormontata da un quarto crescente montante di...; il tutto abbassato sotto la croce di Santo Stefano posta in capo (citato in ASFI) |
|        | Vivero o Viveros (Sicilia) d'oro, a tre monti di rosso, e tre ramoscelli d'alloro di verde piantati sulla sommità (citato in Mango e in (17)) (Cenno storico in Famiglie nobili di Sicilia (archiviato dall'url originale il 5 marzo 2016).) |
|        | Vivi Gucciarini (Siena) Partito di nero e d'argento, a due capri controsalienti dell'uno nell'altro, sormontati da una ghirlanda attraversante sulla partizione di verde (citato in ASFI) |
|        | Viviani (Siena) Di vaio, alla croce di... (citato in ASFI) |
|        | Viviani (Pistoia) Trinciato d'azzurro e di verde, la partizione accostata da tre stelle a otto punte d'oro nel primo e da tre crescenti volti in banda d'argento nel secondo (citato in ASFI) |
|        | Viviani (Firenze) D'oro, a tre scaglioni scaccati di due file d'argento e d'azzurro (citato in ASFI) (DE) In Gold 3 blau-silber pfahlweise linksgerautete Sparren (citato in KHIF) |
|        | Viviani (Firenze) D'oro, a tre scaglioni scaccati di due file d'argento e di nero (Immagine nella Raccolta stemmi Trippini (JPG).) |
|        | Viviani (Arezzo) D'azzurro, alla fascia d'oro accompagnata da tre gigli dello stesso, 2.1 (citato in ASFI) fascia di oro accompagnata da - 3 gigli dello stesso posti 2,1 su azzurro (citato in LEOM) |
|        | Viviani (Revello) Titolo: consignori di Crissolo Partito di nero e di rosso, con lo scaglione d'oro (citato in (13)) |
|        | Viviani (Toscana) (DE) In Blau 1 goldene Säule, beidseitig begleitet von je 1 achtstrahligen goldenen Stern (citato in KHIF) |
|        | Viviani o Viviani Azzolinus (Toscana) (DE) In Silber 1 roter Gegenzinnenschrägbalken, beidseitig begleitet von je 1 blauen Schachroch (citato in KHIF) |
|        | Viviani del Vescovo (Pisa) Troncato d'azzurro e di rosso, al leone leopardito d'oro nel primo (citato in ASFI) |
|        | Viviani della Massa (Pesaro) muro uscente dalla punta coperto da un tetto con una pianta di semprevivo uscente tra le tegole tutto al naturale su azzurro (citato in LEOM) |
|        | Viviani della Robbia (Firenze) 3 scaglioni un sull'altro scaccati di argento e di azzurro (2file) su oro (citato in LEOM) |
|        | Viviani Franchi (Firenze) D'azzurro, alla colonna d'argento accostata da due stelle a otto punte d'oro alias D'azzurro, alla colonna d'oro accostata da due stelle a otto punte d'oro (citato in ASFI) |
|        | Viviano (Sicilia) Diviso; d'oro, e d'azzurro, con un leone passante di nero nel primo (citato in (17)) (Cenno storico in Famiglie nobili di Sicilia (archiviato dall'url originale il 5 marzo 2016).) |
|        | Vivio (Abruzzo) Spaccato: nel 1° d'azzurro a tre stelle d'argento, 1 e 2; nel 2° d'argento a due monti di verde al naturale sormontati da due cardi dello stesso, uscenti ed incrociati fra loro; alla fascia di rosso attraversante sulla partizione (citato in DAlena) |
|        | Vivoli (Firenze) D'argento, a tre rami di viole (o mazzo di fiori) al naturale, nodriti in un vaso d'oro; e alla banda (o sbarra) attraversante d'azzurro (citato in ASFI) |

### Viz
| Stemma | Casato e blasonatura |
| ------ | --- |
|        | Vizio (Torino ?) D'oro, all'orso al naturale Motto: Post tenebras spero lucem (citato in (13)) |
|        | Vizzani partito: nel 1º d'oro, all'aquila di nero, rostrata, membrata e coronata d'oro, uscente dalla partizione; nel 2º d'argento, al porco di nero, cinghiato d'argento, circondato da due rami d'alloro verdi, passati in doppia croce di S. Andrea; il capo d'azzurro, caricato di quattro gigli d'oro, posti tra i cinque pendenti di un lambello di rosso (citato in MONT – pag. 102) |
|        | Vizzani (Bologna) inquartato: nel 1º e 4º d'oro, all'aquila coronata di nero; nel 2º e 3º d'argento, alla scrofa di nero, cinta d'argento, circondata da due tralci di vite passati in doppio decusse, al capo d'Angiò; sul tutto dell'inquartato di Savoia (?) (citato in DOLF – pag. 707)                                                                                                 |
|        | Vizzone (Tropea) d'azzurro ai tre monti all'italiana sormontati in punta da una torre di rosso merlata alla ghibellina accompagnato da nove rose dello stesso poste a ghirlanda (citato in BLCL) Immagine e notizie storiche in Tropea Magazine. |
|        | Vizzone (Tropea) D'azzurro al prato di verde in punta uscente un albero al naturale con (scoiattolo ?) rivoltato tra i rami (citato in BLCL) Immagine e notizie storiche in Tropea Magazine. |

### Vo
| Stemma | Casato e blasonatura |
| ------ | --- |
|        | Voce o Voces (Messina) troncato: d'azzurro e di un mare al naturale movente dal terrazzo dello stesso; nel primo l'ombra di sole di rosso tramontante nel mare, sormontata nel capo dalla cometa d'oro, ondeggiante in palo; nel secondo due uomini di carnagione, posti sul terrazzo, il primo al gonnellino di rosso, rivolto e rovesciato a terra in atto di vociare, il secondo al gonnellino d'oro, impugnante in sbarra una lancia d'argento, fustata di nero, nel punto di ferire l'altro (citato in Mango) |
|        | Voelkl (Trieste) torre di rosso sopra un monte roccioso al naturale uscente dalla punta sormontata da una speronella di azzurro (rotella di sperone) su - oro incappato di azzurro caricato - a sinistra da un leone rampante rivolto di oro - e a destra da un liocorno rampante di argento - aquila bicipite nascente di azzurro su argento in capo (citato in LEOM) |
|        | Voglia di azzurro al leone rampante di oro tenente nella zampa anteriore destra una rosa rossa gambuta e fogliata di verde; sbarra rossa attraversante sul tutto (citato in SPRE – Vol. II pag. 252 e pag. 408) |
|        | Voglia (Sicilia) Diviso; di rosso e d'argento, con la banda d'azzurro attraversante sul diviso (citato in (17)) (Cenno storico in Famiglie nobili di Sicilia (archiviato dall'url originale il 5 marzo 2016).) |
|        | Vola (Mongrando) D'azzurro, a tre mezzi voli d'oro, male ordinati, gli ultimi due capovolti e addossati Motto: Semper ad astra (citato in (13)) |
|        | Voli (Asti, Dronero, Torino) Titolo: conte Fasciato d'azzurro e d'oro, con il capo del secondo, carico di tre semivoli d'aquila sinistri, al naturale, ordinati in fascia (citato in (13) e in (19)) fasciato di azzurro e di oro - 3 ali sinistre inclinate a destra poste in fascia al naturale su oro in capo (citato in LEOM) alias d'argento, a tre voli di nero (citato in (19)) alias d'azzurro, a tre voli d'oro (citato in (19)) Motto: Altius tendo                                                      |
|        | Voli (Asti, Dronero) Titolo: barone D'azzurro, a tre voli spiegati d'argento, 2, 1 (citato in (13)) Motto: Semper ad astra |
|        | Vollaro (Lucca, Trentola Ducenta) Titolo: nobili di Lucca D'argento, all'albero nodrito sul terreno e sostenuto da un leone, il tutto al naturale (citato in ASFI) d'argento all'albero sulla campagna erbosa di verde, sostenuto da un leone, il tutto al naturale (citato in (14)) |
|        | Vollaro (Latina, Frosinone) albero nodrito su terrazzo di verde uscente dalla punta accompagnato a destra da un - leone rampante tutto al naturale su argento (citato in LEOM) |
|        | Volpe (Puglia, Andria) di azzurro alla volpe passante al naturale su tre cime verdi ed ululante al sole uscente dal canton superiore sinistro (citato in (8)) |
|        | Volpe (Compiano) (la blasonatura non è stata ancora caricata) (citato in DAlena) |
|        | Volpe Landi (Piacenza) aquila coronata di nero su oro - banda di argento su azzurro (citato in LEOM) |
|        | Volpengo (Mondovì) D'azzurro, alla fascia d'argento, carica di una volpe di naturale, tenente in bocca un libro di rosso, la fascia sormontata da una rosa, al naturale, e questa da due stelle, d'oro alias Troncato d'azzurro e d'argento, con la fascia di rosso sulla partizione, il 1° alla volpe d'argento, sostenuta dalla fascia, tenente in bocca un libro di rosso, sormontata da tre stelle d'oro, male ordinate, il 2° d'argento, alla rosa, di rosso (citato in (13))                                 |
|        | Volpi (Montepulciano) D'azzurro, alla volpe rampante al naturale (citato in ASFI) |
|        | Volpi (Cosenza) Scaglionato d'oro e di rosso, al capo d'argento caricato di una volpe passante al naturale (citato in BLCL) |
|        | Volpi (Como, Bari) (la blasonatura non è stata ancora caricata) (Immagine nella Raccolta stemmi Trippini (JPG).) |
|        | Volpi (Parma) colonna al naturale su terrazzo di verde su argento a sinistra - volpe rampante al naturale coronata di oro su argento a destra (citato in LEOM) |
|        | Volpi di Misurata (Venezia, Roma) volpe rampante accostata a sinistra da - una luna capovolta racchiudente una stella (5 raggi) tutto di argento su azzurro (citato in LEOM) |
|        | Volpicella (Napoli) Titolo: nobile, patrizio di Giovinazzo argento alla banda d'azzurro carica di tre gigli d'oro, accostata da due volpi al naturale correnti in banda (citato in (14)) 3 gigli di oro su banda di azzurro posti nel verso della banda su argento - 2 volpi correnti nel senso della banda al naturale su argento (citato in LEOM) Motto: Ex virtute laus, ex fortitudine honor |
|        | Volpicella (Molfetta) d'azzurro, alla banda d'argento caricata di 3 gigli d'oro, e accompagnata da 2 volpi correnti al naturale, una in capo e una in punta Motto: Ex virtute laus ex fortitudine honor (citato in ) |
|        | Volpini (Dicomano) Troncato d'argento e d'azzurro, alla volpe passante al naturale nel primo, sormontata da un giglio di rosso (citato in ASFI) |
|        | Volpini della Volpaia (Firenze) Troncato: nel 1° d'oro, a due volpi correnti al naturale, l'una sull'altra; nel 2° d'azzurro, al giglio d'oro (citato in ASFI) |
|        | Volta (Bologna) di rosso, al castello d'argento; al capo pure d'argento, caricato di un'aquila di nero (citato in DOLF – pag. 713) |
|        | Volta (Como, Milano, Camnago, Volta, Pavia) portico fondato su terrazzo di verde uscente dalla punta circondante un cigno tutto di argento su azzurro - pila voltaica di argento su rosso (citato in LEOM) |
|        | Volta (Como, Milano, Camnago, Volta, Pavia) portico fondato su terrazzo di verde uscente dalla punta circondante un cigno tutto di argento su azzurro (citato in LEOM) |
|        | Volta (Como, Milano, Camnago, Volta, Pavia) serpente di argento accollato ad uno specchio di oro su verde - portico fondato su terrazzo di verde uscente dalla partizione circondante un cigno tutto di argento su azzurro - pila voltaica e condensatore elettrico di argento su rosso - 2 sbarre di argento su verde (citato in LEOM) |
|        | Voltaggio o Vultaggio (Sicilia) d'azzurro, al braccio vestito d'argento uscente dal lato destro dello scudo, la mano di carnagione tenente per i capelli una testa umana dello stesso, sormontata da una cometa ondeggiante in palo, accostata da due stelle [8], il tutto d'argento (citato in Mango) |
|        | Voltolina (Chioggia) (la blasonatura non è stata ancora caricata) (citato in Araldica gentilizia (archiviato dall'url originale il 4 marzo 2016).) |
|        | Voltolini di Valtellina (Trentino) giglio stilizzato di argento senza stelo né foglie su scudetto di rosso su - inquartato - 1° e 4° aquila di rosso su oro - 2° e 3° troncato al primo di nero al leone rampante nascente di rosso - al secondo fasciato di argento e di azzurro (4 pezzi) (citato in LEOM) |
|        | Volturale (Napoli) Titolo: nobili d'azzurro all'avvoltoio al naturale, spiccante il volo da tre monti, accompagnato in capo da tre stelle d'argento (citato in (14)) avvoltoio (uccello) al naturale sorante da 3 monti dello stesso uscenti dalla punta su azzurro - 3 stelle (6 raggi) di argento poste in fascia in alto su azzurro (citato in LEOM) |
|        | von der Schulenburg (Brandeburgo) D'argento, a tre artigli di rapace, di rosso (?), 2, 1 alias Inquartato, al 1° e 4° d'argento, a tre artigli di rapace, di rosso (?), 2, 1, al 2° e 3° d'oro, al toro passante, inquartato di rosso e d'argento, con tre bandiere di rosso e d'argento (citato in (13)) |
|        | Von Ludolf (Napoli) Titolo: conti di rosso alla banda d'oro accompagnata da due trifogli di verde, uno in capo ed un altro in punta (citato in (14)) |
|        | Vonico (Treviso) controscaglionato di 10 pezzi di nero e di verde (citato in LEOM) |
|        | Vorbert (Aosta) Di nero, al muro d'argento, merlato alla guelfa, innalzato fino al capo dello scudo (citato in (13)) |
|        | Vota o La Volta (Messina, Siracusa) bandato d'argento e di rosso (citato in Mango) |

### Vu
| Stemma | Casato e blasonatura |
| ------ | --- |
|        | Vugliano (Torino ?) Di verde, al fascio di frecce d'oro, legate d'argento, poste in fascia, la punta a sinistra, con il capo c'azzurro, cucito, carico di una stella d'oro Motto: In concordia virtus (citato in (13)) |
|        | Vugliengo (Torino) Palato d'oro e di rosso, alla rosa, di verde sull'oro, e d'argento sul rosso, con il capo d'azzurro, carico di una stella (6) d'argento (citato in (13)) |
|        | Vuglina (Mondovì) D'oro, a due fasce di nero (citato in (13)) |
|        | Vulcano e Vulcano di Marraffa (Napoli, Longobucco, Tropea, Benevento) Titolo: marchese di Cercemaggiore, nobile, patrizio napoletano, col predicato di Maraffa / conte d'azzurro graticolato d'oro, col capo d'oro di tre conchiglie di rosso ordinate in fascia (citato in (14)) d'azzurro alla rete d'oro, col capo d'oro caricato di tre conchiglie rosse rovesciate e poste in fascia (citato in (16)) graticolato di oro su azzurro - 3 conchiglie di rosso poste in fascia su oro in capo (citato in LEOM) d'azzurro cancellato d'oro; il capo d'oro caricato da tre conchiglie del primo in fascia (citato in BLCL) di azzurro cancellato d'oro al capo del medesimo caricato da tre conchiglie di rosso (citato in BLCL) Notizie storiche in Nobili napoletani. Immagine e notizie storiche in Tropea Magazine. |
|        | Vulcano (Tropea) (LA) campum argenteum cum tribus auratis conchis et subter retem argenteam in campo nigro (citato in BLCL) Immagine e notizie storiche in Tropea Magazine. |
|        | Vulcano (Capuana) di azzurro con quattro onde d'argento con bordura di sedici pezze di rosso e di argento (citato in BLCL) Immagine e notizie storiche in Tropea Magazine. |
|        | Vulliet o Veulliet Titolo: signori di Châtellargent, St. Pierre; consignori di Montalto, Nomaglio D'argento, inquartato da un filetto di nero: al 1º e 4º, uno scaglione di rosso, accompagnato da tre teste di cinghiale, di nero, scapucciate, le superiori affrontate; al 2º e 3º, una croce di rosso, accompagnata in ciascuno dei cantoni, sinistro superiore e destro inferiore, da una chiave dello stesso, l'ingegno in alto alias D'argento, inquartato da un filetto di nero; al 1º e 4º, controinquartato: al primo e al quarto, uno scaglione di rosso, accompagnato da tre teste di cinghiale, di nero, scapucciate, le superiori affrontate; al secondo e al terzo, una croce di rosso, accompagnata in ciascuno dei cantoni, sinistro superiore e destro inferiore, da una chiave, dello stesso, l'ingegno in alto; al 2° e 3° due chiavi di rosso, poste in palo, addossate, accompagnate da due crocette patenti, dello stesso (citato in (13)) |

### Vy
| Stemma | Casato e blasonatura                                                                                                 |
| ------ | --- |
|        | Vyse (Prato) D'azzurro, al rincontro di cervo d'argento, accompagnato in capo da una crocetta d'oro (citato in ASFI) |